# Joaquín Gutiérrez
Joaquín Ignacio Gutiérrez Jara (Chiguayante, 4 luglio 2002) è un calciatore cileno, difensore dell'Huachipato.

## Biografia
È fratello maggiore di Maximiliano Gutiérrez, a sua volta calciatore professionista.

## Caratteristiche tecniche
È un terzino destro.

## Carriera

### Club
Gutiérrez è cresciuto nel settore giovanile dell'Huachipato, con cui ha debuttato il 25 settembre 2020 nell'incontro di Primera División pareggiato 1-1 contro il Dep. La Serena. Il 16 gennaio 2021 ha segnato il suo primo gol nel successo per 4-0 sul Santiago Wanderers.

### Nazionale
Nel 2017 ha partecipato con il Cile Under-17 al campionato sudamericano di categoria, terminato al secondo posto.
Nel 2021 ha ricevuto la prima convocazione da parte della nazionale maggiore per un'amichevole contro Cuba, dove tuttavia non è sceso in campo.

## Statistiche
Statistiche aggiornate al 15 agosto 2024.

### Presenze e reti nei club
| Stagione        | Squadra         | Campionato      | Campionato | Campionato | Coppe nazionali | Coppe nazionali | Coppe nazionali | Coppe continentali | Coppe continentali | Coppe continentali | Altre coppe | Altre coppe | Altre coppe | Totale | Totale | Totale |
| Stagione        | Squadra         | Comp            | Pres       | Reti       | Comp            | Pres            | Reti            | Comp               | Pres               | Reti               | Comp        | Pres        | Reti        | Pres   | Reti   |        |
| --------------- | --------------- | --------------- | ---------- | ---------- | --------------- | --------------- | --------------- | ------------------ | ------------------ | ------------------ | ----------- | ----------- | ----------- | ------ | ------ | ------ |
| 2020            | Huachipato      | A               | 21         | 1          | CC              | 0               | 0               | CS                 | 1                  | 0                  |             | -           | -           | 22     | 1      |        |
| 2021            | Huachipato      | A               | 19+2       | 2+0        | CC              | 1               | 0               | CS                 | 5                  | 0                  |             | -           | -           | 27     | 2      |        |
| 2022            | Huachipato      | A               | 25         | 2          | CC              | 8               | 0               |                    | -                  | -                  |             | -           | -           | 33     | 2      |        |
| 2023            | Huachipato      | A               | 29         | 0          | CC              | 0               | 0               |                    | -                  | -                  |             | -           | -           | 29     | 0      |        |
| 2024            | Huachipato      | A               | 6          | 0          | CC              | 0               | 0               | CL+CS              | 1+2                | 0                  | SC          | 0           | 0           | 9      | 0      |        |
| Totale carriera | Totale carriera | Totale carriera | 102        | 5          |                 | 9               | 0               |                    | 9                  | 0                  |             | 0           | 0           | 120    | 5      |        |

## Palmarès

### Club

#### Competizioni nazionali
- Campionato cileno: 1

Huachipato: 2023